# محطة قطار بوهني
محطة بو هني هي محطة قطار جزائرية تقع في بلدية بو هنّي ، ولاية معسكر .

## موقع في السكك الحديدية
تقع المحطة على خط الجزائر - وهران ، حيث تسبقها محطة يالو وتتبعها محطة سيج .

## خدمة الركاب

### خدمة
تخدم محطة بو هني القطارات الإقليمية:
- وهران - الشلف ؛
- وهران - غليزان  .

## أنظر أيضا

### مَقالات ذات صلة
- خط من الجزائر إلى وهران
- قائمة محطات القطارات في الجزائر

### رَوابط خارجية
- "SNTF". Société nationale des transports ferroviaires (SNTF). مؤرشف من الأصل في 2025-07-02..